# هرنهوف

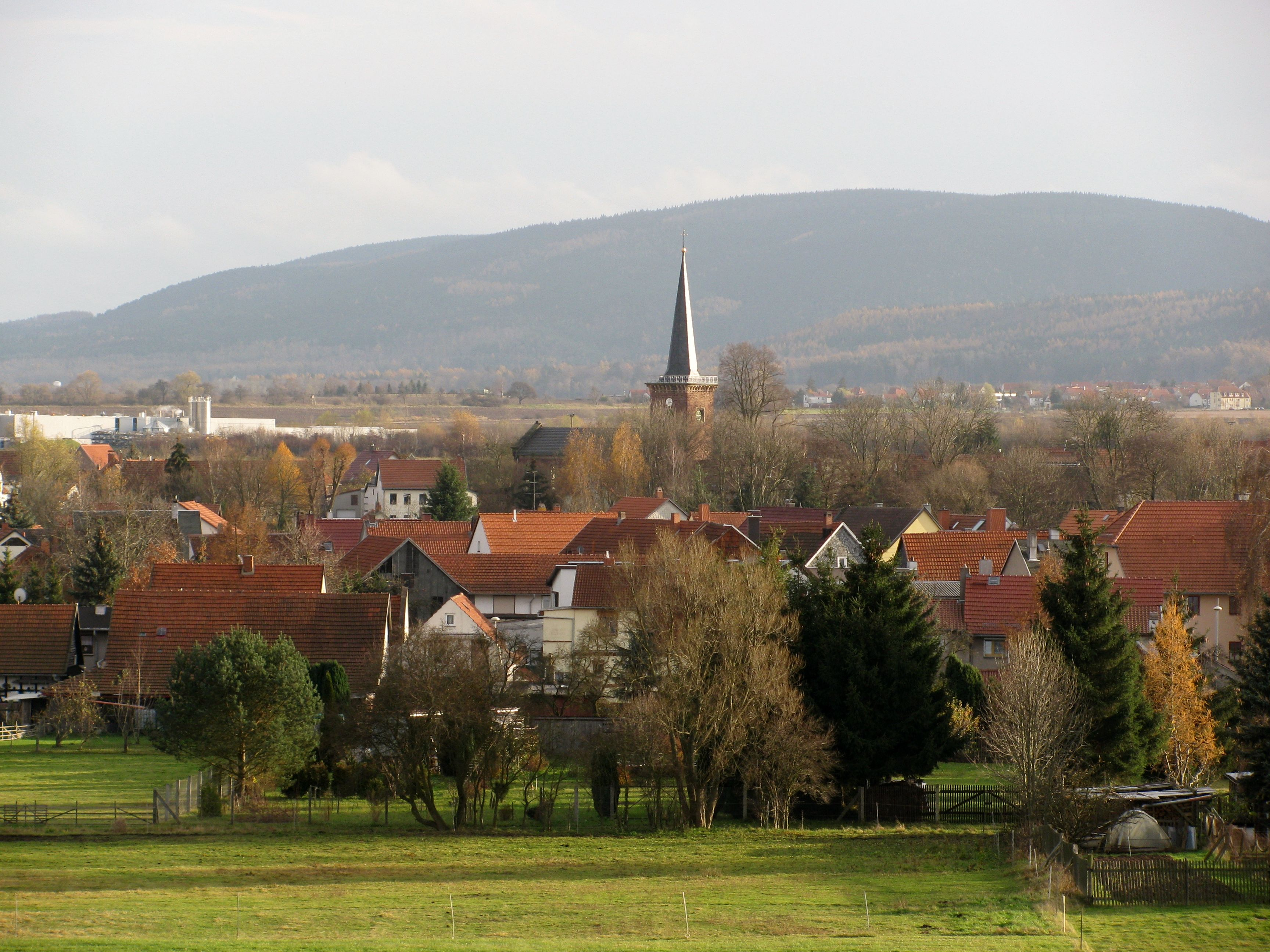
هرنهوف

هرنهوف (به آلمانی: Herrenhof) یک شهر در آلمان است که در گوتا واقع شده‌است. هرنهوف ۸۱۹ نفر جمعیت دارد.